# Ferran Palau i Jover
Ferran Palau i Jover, més conegut com a mossèn Ferran Palau (Granollers, 2 d'octubre de 1921 - Barcelona, 31 març de 1990) fou un capellà i advocat català. Fou rector de la parròquia de Sant Jeroni de Montbau des de la seva creació, el 1964 fins a la seva jubilació, el 1989.

## Biografia
Ferran Palau es va llicenciar a la facultat de Dret de la Universitat de Barcelona el 1944, i va exercir d'advocat a l'assessoria jurídica del Banc de Biscaia i del Banc de Bilbao. El 1947 comença els estudis de sacerdoci al Seminari de Barcelona, essent ordenat sacerdot el 4 de març de 1951. El 1964 va ser nomenat rector de la recent creada parròquia de Sant Jeroni de Montbau, oficiant la primera missa el 12 d'octubre de 1964 a la capella de la Sagrada Família de les Llars Sant Jordi de Montbau, i passant a residir amb la seva germana a una edificació al costat de la capella.
Va endegar una subscripció popular entre els feligresos del barri per a sufragar el cost de la construcció del casal parroquial, construït el 1967, i del temple de la parròquia de Sant Jeroni de Montbau, el 1975. Va promoure diverses activitats al casal parroquial, com la representació dels pastorets, el pessebre vivent, el grup de minyons de muntanya, sortides culturals, grup teatral, la festa de l'avi, així com la coral parroquial, el cor infantil de Montbau i la Coral Sant Jeroni. També participava en la Festa Major de Montbau, oficiant la missa a l'aplec de l'ermita de Sant Cebrià i Santa Justina, i a iniciativa d'ell el 1976 es va crear l'Art a Montbau, una exposició dels artistes del barri al casal parroquial durant la Festa Major.
Després de la seva mort es va saber que havia cancel·lat el préstec de la construcció de l'església amb la seva pensió.

## Obra
El 1965 va iniciar la publicació mensual del full parroquial 'Flama', que imprimien les monges jerònimes de Bellesguard, de Sant Gervasi, que informava dels projectes i les notícies parroquials. Els primers anys es repartia per totes les bústies del barri i més tard es va deixar a l'església perquè cadascú l'agafés. Actualment també es pot llegir a la pàgina web de la parròquia.
Va escriure la lletra dels Goigs de Sant Jeroni per a la coral parroquial, de l'Himne a Sant Jeroni per al cor infantil de Montbau, i de la Cantata Hebron, per a la Coral Sant Jeroni.

## Honors
El 18 de maig de 1995 l'Ajuntament de Barcelona va aprovar nomenar la plaça on està ubicada la parròquia amb el seu nom: plaça de Mossèn Ferran Palau.